# Benediktinerinnenkloster Prailles
Das Benediktinerinnenkloster Prailles (auch: Notre-Dame-de-l’Annonciation) ist seit 1999 ein Kloster der Kongregation der Benediktinerinnen Unserer Lieben Frau vom Kalvarienberg in Prailles im Département Deux-Sèvres (Erzbistum Poitiers) in Frankreich.

## Geschichte
Das 1617 von Antoinette von Orléans-Longueville (1572–1618) in Poitiers gegründete benediktinische Frauenkloster Notre-Dame du Calvaire wurde 1792 durch die Französische Revolution aufgelöst, konnte aber 1824 an einer anderen Stelle der Stadt wieder besiedelt werden. 1962 wich es nach Saint-Julien-l’Ars (östlich Poitiers) aus und wechselte von dort 1999 nach Prailles (östlich Niort) an den Ort Pié Foulard (östlich Prailles an der D 103). 2002 stießen Schwestern des aufgelösten Klosters Kerbénéat hinzu. Der Konvent besteht aus 20 Nonnen und 6 Oblatinnen. Da das Kloster auf historischem Hugenottenboden steht, fügen sich die Klostergebäude diskret in die Landschaft.